# María Kuznetsova (cantante)
María Nikolaievna Kuznetsova  (en ruso: Мари́я Никола́евна Кузнецо́ва; Odesa, Imperio ruso, 22 de julio de 1880 - París, 25 de abril de 1966) fue una cantante de opera y bailarina de ballet rusa. Antes de la Revolución rusa, fue una de las cantantes más famosas de la Rusia Imperial, trabajó con los compositores Richard Strauss, Nikolái Rimski-Kórsakov y Jules Massenet y a menudo con el bajo operístico Fiódor Chaliapin. Tras abandonar Rusia en 1917, continuó actuando durante 30 años más en el extranjero, antes de retirarse.

## Biografía

### Infancia y familia
Kuznetsova nació en 1880 en Odesa, hija del pintor de retratos Nikolái Kuznetsov. Su madre descendía de una distinguida familia de científicos e intelectuales rusos de origen rumano y judío.
Su abuela materna, Emilia (Nevàkhovitx) Metxnikova, era hija de Lev Nevàkhovitx (1776-1831), un autor ruso judío, traductor, y fundador del movimiento Haskalá en Rusia. Emilia se casó con un oficial de la Guardia Imperial, Iliá Méchnikov, y tuvo dos hijos; el microbiólogo, ganador del Premio Nobel, Iliá Méchnikov y el sociólogo Lev Métxnikov.
Sus tíos-abuelos Mijaíl y Aleksandr Nevàkhovitx tuvieron también unas carreras exitosas. Mijail fue dibujante y fundador de la primera revista satírica de Rusia, Mish-Mash. Aleksandr fue guionista y trabajó al servicio de los Teatros Imperiales de San Petersburgo durante el reinado del zar Nicolás I de Rusia.

### Trayectoria profesional
Kuznetsova estudió inicialmente ballet en San Petersburgo, pero abandonó estos estudios para estudiar música con el barítono Joachim Tartàkov. Era una soprano lírica con una voz clara y hermosa. Poseía también un notable talento como actriz. Igor Stravinsky la describió como «muy apetitosa tanto a la vista como al oído».

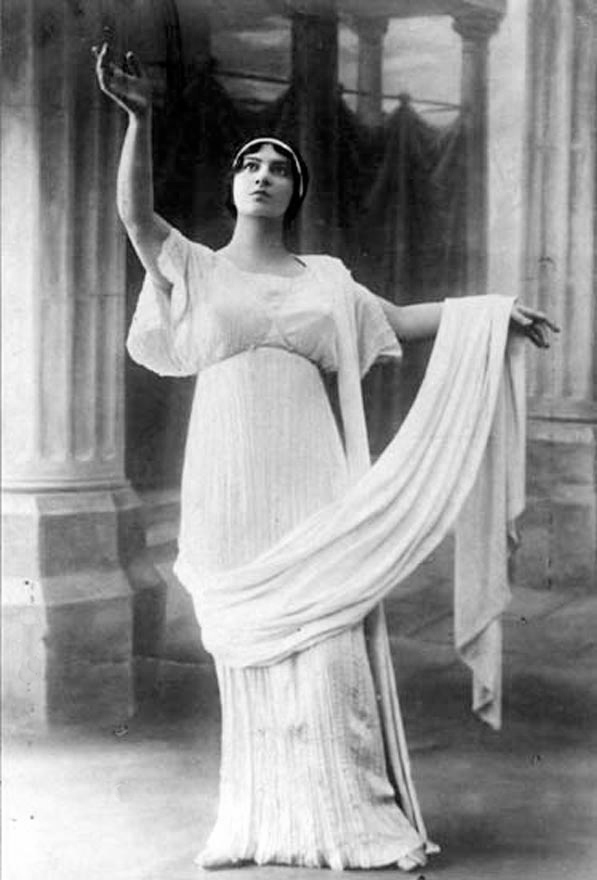
María Kuznetsova como Fausta

Debutó en 1904 en el Conservatorio de San Petersburgo en el papel de Tatiana de Eugenio Oneguin de Chaikovski. Debutó en el teatro en 1905 en el Teatro Mariinski como Marguerite en el Fausto de Charles Gounod. Una noche, poco después de su debut en el Mariinski, se produjo una disputa en la sala de espera del teatro entre estudiantes y oficiales del ejército, mientras que Kuznetsova cantaba el papel de Elsa de Lohengrin de Wagner. Antes de que se llegara al pánico interrumpió la representación y rápidamente calmó la multitud liderando a todos en una interpretación sorprendente del himno nacional ruso Dios salve al Zar.
Durante doce años se quedó en el Mariinski como solista, hasta la Revolución de 1917. En su larga carrera, estrenó varias óperas, incluyendo el papel de Fevronia en La ciudad invisible de Kítezh de Nikolái Rimski-Kórsakov (1907), el papel principal de Cléopâtre de Jules Massenet (1914), Woglinde en la primera producción rusa de Das Rheingold de Wagner y Fausta en otro estreno de una ópera de Massenet: Roma. Otros papeles de su repertorio fue Oksana de Las zapatillas de Chaikovski, el papel principal de Thaïs de Massenet, Violetta en La traviata de Verdi, la doncella de nieve en La doncella de nieve de Rimski-Kórsakov, Mimi en La bohème de Puccini, Antonida en Una vida por el Zar de Glinka, Liudmila en Ruslan y Liudmila de Glinka y Tamara en El Demonio de Anton Rubinstein.
Finalmente Kuznetsova consiguió ser bien conocida en el extranjero. Hizo su debut en la Ópera de París en 1908 y el debut en el Covent Garden de Londres en 1909. Durante ese período interpretó Gwendoline de Emmanuel Chabrier (1910) y Roma de Jules Massenet (1912). En enero de 1915 hizo su debut en el Teatro Real de Madrid, cantante Tosca de Puccini. En 1916 Kuznetsova hizo su debut americano, los teatros de ópera de Nueva York y Chicago. En Nueva York causó una auténtica sensación actuando con la Compañía de Ópera de Manhattan en la primera producción americana de Cléopâtre. Se da la circunstancia de que llegó a Nueva York para su primera gira por los Estados Unidos en el mismo barco —el Montevideo— en el que viajaban el compositor leridano Enrique Granados y su esposa, Amparo Gal, los cuales iban a la ciudad estadounidense al estreno de la ópera Goyescas de Granados.

### Los Ballets Rusos
Poco antes del comienzo de la Primera Guerra Mundial, María Kuznetsova participó y ayudó a la financiación de las famosas Les Saisons Russes (Temporadas rusas) de Serguéi Diáguilev y los Ballets Russes, con giras en Londres y París.

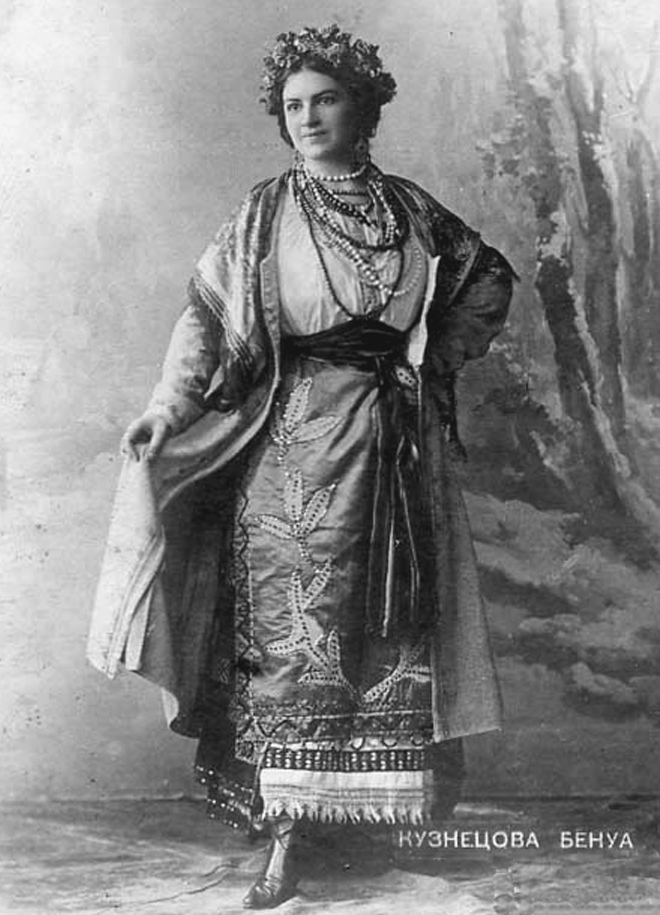
María Kuznetsova, vestida de campesina rusa

Con la ayuda de su amigo artista y diseñador Léon Bakst, Kuznetsova obtuvo el papel de la mujer de Putifar en el ballet de Richard Strauss La leyenda de José (Josephslegende) de 1914. La producción supuso un verdadero quién es quién del mundo del arte eduardiano. El ballet fue producido por Diàguilev, compuesto y dirigido por Strauss, con coreografía de Michel Fokine, escenografía de Bakst y de José María Sert, con el papel principal bailado por Léonide Massine y la dirección orquestal de Pierre Monteux.
Fue un papel importante, con María bien acompañada en el escenario, pero con muy poco tiempo para ensayos. Por si fuera poco, Strauss estaba permanente de mal humor, porque su amante, Ida Rubinstein, quien era quien debía haber interpretado el papel de Lydia Sokolova, había abandonado abruptamente el proyecto. Además, a Strauss no le gustaba trabajar con músicos franceses, por lo que se peleaba continuamente con la orquesta. Diàguilev, por su parte, no se había recuperado aún de la marcha de Vaslav Nijinsky de los Ballets Rusos, ocurrida el año anterior.
A pesar de los problemas entre bastidores y de una prensa británica indignada, que consideraba la obra obscena, el ballet debutó con éxito tanto en Londres como en París esa primavera. tal como informaba el diario The New York Times:

PARÍS, 14 de mayo [1914] 
 A la Ópera esta noche ha comenzado la temporada de ballet ruso con el estreno de la obra de Richard Strauss La leyenda de san José.
 La parte del patriarca José estuvo excelentemente bailada por un joven componente del Teatro de Artistas de Moscú, Leonide Miassine, quien se unió a la compañía de ballet de M. Diaguilev para este propósito. 
 Madam Kuznetsova ha dejado de lado el canto esta vez para interpretar la mujer de Putifar. 
 Los espectadores quedaron muy complacidos.

Los elogios más importantes sobre la producción hacían referencia al lujosos escenarios de Sert y los vestidos de Bakst. Sokolova recordaba el vestido de Kuznetsova como particularmente bien inspirado: 

Se desplazaba sobre altos zuecos dorados, asistida por sirvientes, dos de los cuales tenían un par de perros lobo de color miel con correas blancas ...

Además de este debut como bailarina, Kuznetsova actuó como cantante en varias óperas aquella temporada. En una de ellas, especialmente famosa, tuvo como compañero al famoso bajo ruso Fiódor Chaliapin en una producción de El príncipe Ígor de Aleksandr Borodín, con coreografía de Michel Fokine, escenificada en Drury Lane el 8 de junio de 1914.

### Vida en el exilio

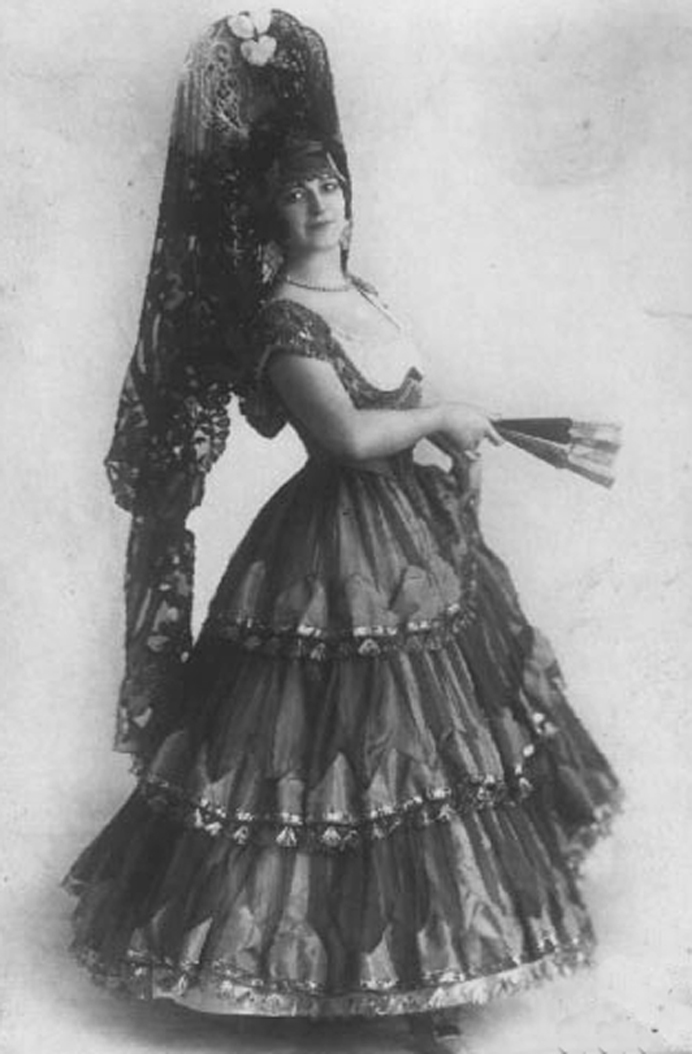
María Kuznetsova, vestida con ropa española.

Después de la Revolución de 1917, Kuznetsova huyó de Rusia, haciendo una huida apropiadamente dramática vestida como un grumete y escondida dentro de un baúl a bordo de un barco de vapor con destino a Suecia. Su primera actuación en el exilio tuvo lugar en la Ópera de Estocolmo en 1919, junto con G. Pozemkovsky. El repertorio de cámara de la cantante incluía obras de compositores extranjeros, rusos y ucranianos, romances de Chaikovski y Rajmáninov, y canciones populares.
También en 1919 fue contratada por el teatro Gaiété-Lyrique (de París), donde cantó junto con Lucien Fugère, María Barrientos, Lídia Lipkóvskaia, Georgette Leblanc, André Gilly y Vanni Marcoux.
En 1920 participó en un gran un concierto benéfico en el Ópera de París junto con Vera Karalli y otros cantantes, un concierto que tenía como objetivo la recaudación de fondos para ayudar a los emigrantes rusos sin recursos. Otras actuaciones de Kuznetsova lo largo de la década de 1920 fueron de un carácter más práctico y menos filantrópico. Organizó conciertos privados y recitales en los que se cantaba música folklórica rusa y española, música gitana y ópera. En estos recitales ofrecía a menudo bailes españoles y de flamenco después de cantar. Además de estas actuaciones privadas, trabajó como solista en el Covent Garden de Londres, la Ópera de Copenhague y otros teatros de ópera en Europa. Fundó el Teatro de Miniaturas con Léon Bakst en 1922, donde actuó, un breve espacio de tiempo.
El 23 de enero de 1924 debutó en el Gran Teatro del Liceo de Barcelona, en Fausto de Charles Gounod.
En 1927, con la ayuda del barítono ucraniano Mijaíl Karakaix y de su mujer, Elisaveta Popova, y del conde Alexis Tseretelli, Kuznetsova fundó la Ópera Rusa de París. Esta compañía escenificó entre 1927 y 1933 ballets y óperas en Londres, París, el Gran Teatro del Liceo de Barcelona, en Madrid, Milán y en lugares tan lejanos como Buenos Aires y Japón. Kuznetsova ofreció también un concierto en Shanghái, en mayo de 1935.
Después de 1933 actuó con menos regularidad pero en 1947 su nombre apareció en el programa de un concurso coreográfico celebrado en Copenhague, organizado por Rolf de Maré. Su contribución al evento fue descrita de forma bastante simple: «Canciones y bailes de España, por Maria Kuznetsova y un grupo flamenco».

## Vida personal y muerte
Su primer marido fue Nikolái Albertovich Benois, el hijo del pintor acuarelista Albert Benois (1852 a 1936). Por este matrimonio, en documentos de la época el nombre de la cantante aparece a veces como María Kuznetsova-Benois. Tras la muerte de Benois, se casó con un sobrino del compositor Jules Massenet, el banquero y magnate Alfred Massenet. Este había trabajado por un tiempo en el Imperio ruso, antes de la Revolución, como presidente de la Société de Industrie Minière de Chagal-Helio, una empresa minera francesa de cobre con sede en Tiflis, Georgia.
Kuznetsova vivió sus últimos años de vida en la pobreza, en una habitación en un pequeño hotel de los Campos Elíseos de París, abandonada por su hijo, Mikhael Benois-Kuznetsov, y por sus antiguos colegas y amigos. Su única compañía en aquellos tiempos fue la de su modista Olga y se ganaba la vida dando clases de canto y teatro.
Kuznetsova murió en París el 25 de abril de 1966.